# 乔尔 (匈牙利)
乔尔，是匈牙利费耶尔州所辖的一个村。总面积41.49平方公里，总人口1809，人口密度43.6人/平方公里（2011年1月1日）。